# کامرس سیتی (کلرادو)
کامرس سیتی (به انگلیسی: Commerce City) شهری در ایالت کلرادو کشور ایالات متحده آمریکا است که جمعیت آن در سرشماری سال ۲۰۱۰ میلادی، ۴۵٬۹۱۳ نفر بوده‌است.